# Unique (Zeitschrift)
Die unique ist eine seit 2001 drei (bis einst acht) Mal jährlich erscheinende Zeitschrift mit den Schwerpunkten Kultur und Politik, die vor allem durch Studierende herausgegeben wird. Aufmerksamkeit erregte sie 2009 durch Interviews mit einem NPD-Mitglied und einem Hamas-nahen Journalisten. Die unique erscheint in Jena und Weimar.

## Redaktion

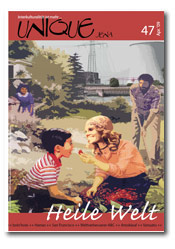
Titelbild der Unique 47

Die unique wurde als „Internationale Hochschulzeitschrift“ der Friedrich-Schiller-Universität Jena im Juni 2001 unter anderem auf Initiative von Cornelia Hirsch, einer späteren, heute ehemaligen Bundestagsabgeordneten der Linksfraktion, gegründet.
Als Studierendenzeitschrift gegründet, ist sie heute nicht mehr institutionell mit der Universität verbunden, auch wenn sie weiterhin überwiegend von Studierenden betrieben und gelesen wird. Die Zeitschrift erscheint kostenlos in Jena und Weimar sowie bundesweit als Abozeitschrift.
Redaktionelle Schwerpunkte der Zeitschrift waren bis 2022 Antirassismus, Migrationspolitik, Kultur, soziales Engagement und Interkulturalität. Neben den eigenen redaktionellen Inhalten bot die unique auch ein Forum für zahlreiche andere internationale Organisationen, wie Amnesty International oder dem Erasmus Student Network. Seit 2023 liegt der redaktionelle Fokus auf zeitgenössischen Kulturphänomenen, wie durch die Untertiteländerung in „Das studentische Kulturmagazin für Jena & Weimar“ ausgedrückt werden soll. Herausgeber der Zeitschrift ist der Verein Unique e. V., der sich ausschließlich aus aktuellen und ehemaligen Redakteuren zusammensetzt. Die gesamte Redaktion sowie die meist zweiköpfige Chefredaktion der Zeitschrift arbeiten ehrenamtlich.
Die Redaktionsräume befinden sich im „Internationalen Centrum – Haus auf der Mauer“ in der Innenstadt Jenas. Die unique finanziert sich über Spenden, Anzeigen und einen Druckkostenzuschuss durch das Rektoramt der Friedrich-Schiller-Universität Jena. Neben der Herausgabe der Zeitschrift organisiert die Redaktion jährlich verschiedene kulturelle Veranstaltungen mit.

## Interview-Kontroversen
Verschiedene Interviews in der unique waren Gegenstand teils heftiger Kontroversen. So protestierten u. a. evangelische Gemeinden, nachdem in einer Ausgabe zum Thema Religionskritik ein baptistischer Interviewpartner Parallelen zwischen dem Wirken Jesu und dem Neoliberalismus zeichnete. Empörung rief auch ein Interview mit einer Pornodarstellerin und Prostituierten zum Thema Sexismus hervor.
Im Januar 2009 erschien in einer Ausgabe zum Thema politischer Widerstand neben Beiträgen zu linkspolitischen Widerstand ein Interview mit einem Thüringer NPD-Funktionär, woraufhin sich der Thüringer Landtag mit der Zeitschrift befasste und die Linksfraktion im Thüringer Landtag den Rücktritt der beiden Chefredakteure forderte. Auch der Verfassungsschutz soll sich während der mehrere Wochen andauernden Kontroverse zeitweise mit der Zeitschrift befasst haben.
Eine erneute Kontroverse entfachte sich um ein im Mai 2009 veröffentlichtes Interview mit dem palästinensischen Journalisten Khalid Amayreh, welcher u. a. für den arabischen Fernsehsender Al-Jazeera, die iranische Nachrichtenagentur IRNA und die palästinensische Hamas arbeitet und im Verlauf des Interviews das Existenzrecht Israels in Frage stellte. Nachdem eine Ausgabe zuvor der stellvertretende Vorsitzende der Jüdischen Landesgemeinde Thüringens zum gleichen Thema interviewt wurde, empörte sich vor allem die Jüdische Landesgemeinde und warf der unique vor, unter dem Deckmantel der Interkulturalität antisemitische Stereotype zu verbreiten.
Die Redaktion selbst bezeichnete ihren Ansatz als bewussten Bruch mit „verlogenen journalistischen Tabus“, der den Lesern die Möglichkeit geben soll, sich mit medial nicht zugänglichen Positionen auseinanderzusetzen und so die Ignoranz und Stereotypisierung gegenüber gesellschaftlichen Problemen wie Rechtsextremismus und Antisemitismus aufbrechen zu wollen. Die Zeitschrift Spiesser hinterfragte in dem Zusammenhang, ob auch „Amateurmedien in gesellschaftliche und politische Schimmelecken schauen dürfen“.
Der Jenaer Stadtrat und Jugendpfarrer Lothar König warf unique vor, antisemitischen Äußerungen und einseitigen Schuldzuweisungen Platz einzuräumen. Auf dem Höhepunkt der Kontroverse sammelte die Antifa-Gruppe „Initiative gegen jeden Antisemitismus“ aus dem Umfeld Königs Junger Gemeinde 600 Exemplare der Zeitschrift im Tausch gegen Erfrischungsgetränke ein, worauf unique König über einen Anwalt rechtliche Schritte androhte.  Ein Kommentar in der Jenaer Studierendenzeitung Akrützel bezeichnete das Handeln der unique-Kritiker als blinden Aktionismus und Ausdruck mangelnder demokratischer Diskussionskultur, warf unique aber gleichfalls fehlende Infragestellung von antisemitischer Propaganda vor.

## Chefredakteursstreit 2009
In der unique-Ausgabe vom Oktober 2009 warf das Blatt unter anderem linken und bürgerlichen Gruppierungen Islamophobie, die Ausgrenzung und Diskriminierung von Muslimen und eine inhaltliche Nähe zur extremen Rechten vor. Im gleichen Monat veröffentlichte eine Jenaer Antifa-Gruppe den gehackten E-Mail-Verkehr eines bekannten örtlichen Neonazis. Die auf einer eigens dafür eingerichteten Website veröffentlichten privaten E-Mails machten neben Informationen zum Privatleben des damaligen NPD-Mitgliedes, Informationen über seinen Arbeitgeber und regionale NPD-Strukturen auch die mehrmonatige Bekanntschaft zwischen diesem und dem damaligen unique-Chefredakteur Fabian Köhler öffentlich.
Mit dem Argument, dass ein Chefredakteur mit Kontakten in die rechte Szene untragbar sei, distanzierten sich in den folgenden Wochen mehrere studentische Institutionen, die Friedrich-Schiller-Universität und die Deutsch-Israelische Gesellschaft von der unique, forderten den Rücktritt Fabian Köhlers oder sahen frühere Antisemitismusvorwürfe nun als bestätigt an.
Die Redaktion wies die Anschuldigungen und Rücktrittsforderungen als „vollkommen absurd und unbegründet“ zurück. Das Referat für interkulturellen Austausch, Erasmus Alumni und Mitglieder der Amnesty International Hochschulgruppe Jena protestierten gegen die Verletzung der Persönlichkeitsrechte des damaligen unique-Chefredakteurs und beschrieben den Kontakt als übliches journalistisches Vorgehen. Aus privaten Gründen zog sich die umstrittene Chefredaktion im Jahr 2010 aus der Redaktion zurück.

## Entwicklung ab 2010
Nach den Kontroversen von 2009 und einer Pause im Publikationsrhythmus erschien im Mai 2010 wieder eine Ausgabe der UNIQUE (Nr. 51) unter dem Titel „Wer hat damit schon gerechnet?“. Die interkulturelle Ausrichtung blieb dabei unangetastet: Neben dem Gastbeitrag einer Berliner Islamwissenschaftlerin über ein irakisches Theaterprojekt wurde das norwegische Meteorologen-Team der arktischen Hoffnungsinsel interviewt. Gastbeiträge und Kolumnen von Wissenschaftlern sind seitdem fester Bestandteil des Magazins.
Ausgabe 51 war erstmals an der überarbeiteten Ressortstruktur orientiert. In den Monaten der Pause war die Struktur des Magazins durch die Redaktion evaluiert und weiterentwickelt worden. Als Ergebnis standen vier neue Ressorts sowie neue Rubriken, die das „Themenspektrum erweitern und potenziellen Schreibern mehr Möglichkeiten zur Entfaltung ihrer Ideen bieten sollen“. Die Ressorts „EinBlick“, „WeitBlick“, „LebensArt“ und „WortArt“ werden seither jeweils durch einen verantwortlichen, gewählten Ressortleiter koordiniert.
Neben der Gewinnung neuer Redaktionsmitglieder fand bis Mitte des Jahres 2010 ein „Prozess der verantwortungsvollen Weitergabe der Redaktionsleitung“ statt: Nach dem schrittweisen Ausscheiden der alten Chefredakteure aus führenden Positionen wurde schließlich mit der Wahl einer neuen zweiköpfigen Chefredaktion im August ein Generationswechsel vollzogen. So wurde erstmals eine Studentin der neuen Bachelor-Jahrgänge Chefredakteurin des Magazins.
Im Oktober 2010 erschien die erste Ausgabe (Nr. 53) unter der neuen Redaktionsleitung. Zum zwanzigsten Jahrestag der deutschen Wiedervereinigung wurde unter dem Titel „Alte Liebe rostet nicht“ die Vergangenheitsbewältigung in Deutschland und dem ehemaligen Ostblock behandelt. Die Ausgabe wurde u. a. durch eine Förderung der Weimarer Stiftung Ettersberg verwirklicht und enthielt ein Interview mit dem Historiker Joachim von Puttkamer. Für die Ausgabe 54 (vom 17. Januar 2011) konnte die Redaktion Joschka Fischer  sowie Roger Willemsen für Interviews gewinnen.
Im Januar 2015 nahm die Redaktion den im April bevorstehenden 100. Jahrestag des Völkermordes an den Armeniern im Osmanischen Reich zum Anlass, diese brisanten historischen Ereignissen und deren vor allem von türkischer Seite betriebene Leugnung zu thematisieren. Damit wolle man sich „den Leugnungsbestrebungen und dem Vergessen entgegensetzen“. Verwirklicht wurde das unter anderem durch eine Förderung vonseiten des „Freundinnen und Freunde der Heinrich-Böll-Stiftung e. V.“, wobei unter Einbeziehung ausgewiesener Experten wie Wolfgang Gust und Rolf Hosfeld etwa die Bedeutung der Bagdadbahn bei den Deportationen der Armenier sowie die Rolle der Kurden im Osmanischen Reich beleuchtet wurden. Als Reaktion darauf protestierte wenig später das türkische Generalkonsulat mit Sitz in Nürnberg per Brief gegen die Darstellung des Themas. Darin heißt es unter anderem, die Bezeichnung der Ereignisse als Völkermord sei „juristisch nicht haltbar, aus wissenschaftlicher Sicht falsch und moralisch unberechtigt.“ Gegen den ebenfalls enthaltenen, impliziten Vorwurf einer einseitigen Quellenauswahl wehrte sich die Redaktion mit einer Stellungnahme.
Die Redaktion der unique erlitt während und im Nachgang der Corona-Pandemie erhebliche personelle und finanzielle Einbrüche, die zu einer vorübergehenden Minderung der Frequenz und Auflage führten.
Für die Ausgabe 95 (vom 11. Juli 2022) konnte die Redaktion Ole Nymoen für einen Gastbeitrag gewinnen. In der Ausgabe 96 (vom 14. November 2022) war es ihnen möglich, Gabriele Krone-Schmalz zu interviewen.

## Chefredakteure
- 1: Florin Schneider (V. i. S. d. P.)
- 2–7: Undine Schmidt (V. i. S. d. P.)
- 8/9: Ellen Sauer (V. i. S. d. P.)
- 10–13: Ellen Sauer (V. i. S. d. P.) / Tino Nazareth
- 14/15: Norman Hera (V. i. S. d. P.) / Kati Firnhaber
- 16–18: Norman Hera (V. i. S. d. P.) / Sebastian Bucher
- 19–24: Katja Meyer (V. i. S. d. P.) / Ellen Sauer
- 25–27: Christine Probst (V. i. S. d. P.) / Katja Meyer
- 28/29: Katja Meyer (V. i. S. d. P.) / Roman Lietz
- 30: Norman Hera (V. i. S. d. P.) / Roman Lietz
- 31/32: Katja Barthold (V. i. S. d. P.) / Karin Kießling
- 33–36: Katja Barthold (V. i. S. d. P.) / Christin Lüttger
- 37–39: Katja Barthold (V. i. S. d. P.) / Christin Lüttger / Carola Wlodarski
- 40–43: Katja Barthold (V. i. S. d. P.) / Fabian Köhler
- 44: Fabian Köhler (V. i. S. d. P.) / Christine Seifert
- 45/46: Fabian Köhler (V. i. S. d. P.)
- 47–50: Fabian Köhler (V. i. S. d. P.) / Lutz Thormann
- 51: Fabian Köhler (V. i. S. d. P.) / Lutz Thormann / Frank Kaltofen
- 52: Fabian Köhler (V. i. S. d. P.) / Frank Kaltofen
- 53–57: Frank Kaltofen (V. i. S. d. P.) / Michaela Meißner
- 58–60: Frank Kaltofen (V. i. S. d. P.) / Jenny Distler (Chefin vom Dienst)
- 61–62: Frank Kaltofen (V. i. S. d. P.) / Carolin Krahl (Chefin vom Dienst)
- 63–64: Frank Kaltofen (V. i. S. d. P.) / Finja Wiebe (Chefin vom Dienst, Vertretung)
- 65–66: Frank Kaltofen (V. i. S. d. P.) / Carolin Krahl (Chefin vom Dienst)
- 67–69: Frank Kaltofen (V. i. S. d. P.) / Barbara Bushart (Chefin vom Dienst)
- 70–72: Frank Kaltofen (V. i. S. d. P.), Robert Sittner (Chefredakteur, in Vertretung) / Barbara Bushart (Chefin vom Dienst)
- 73–78: Frank Kaltofen (V. i. S. d. P.)
- 79–81: Frank Kaltofen (V. i. S. d. P.) / Lara Hartung
- 82–85: Lara Hartung (V. i. S. d. P.)
- 86–89: Micaela Speck (V. i. S. d. P.)
- 90: Micaela Speck (V. i. S. d. P.) / Hanna Dittrich
- 91–93: Hanna Dittrich (V. i. S. d. P.)
- 94–96: Dennis Pieter (V. i. S. d. P.) / Eva-Sophia Haußen
- 97–100: Dennis Pieter (V. i. S. d. P.) / Silas Richter

## Auszeichnungen
- Januar 2002: Jenaer Förderpreis für interkulturelle Studien und Projekte
- Juni 2012: im Rahmen des Wettbewerbs „Miteinander studieren in Thüringen“ des Thüringer Ministeriums für Bildung, Wissenschaft und Kultur als „nachhaltig angelegtes Projekt“ zur Verständigung zwischen deutschen und ausländischen Studierenden[27]
- Dezember 2012: „vorbildliches Projekt“ im Wettbewerb „Aktiv für Demokratie und Toleranz“ des Bündnisses für Demokratie und Toleranz[28]